# 奧列尼夫卡 (希羅克區)
47°37′17″N 33°23′12″E / 47.62139°N 33.38667°E
奧列尼夫卡（烏克蘭語：Оленівка），是烏克蘭中部的村莊，隸屬第聶伯羅彼得羅夫斯克州的克里維里赫區。該村距離奧德拉德涅和扎波里日扎1.5公里，海拔高度78米，2001年人口25。